# Pardosa dorsuncata
Pardosa dorsuncata is een spinnensoort in de taxonomische indeling van de wolfspinnen (Lycosidae).
Het dier behoort tot het geslacht Pardosa. De wetenschappelijke naam van de soort werd voor het eerst geldig gepubliceerd in 1981 door Allen Lowrie & Charles Denton Dondale.